# Bodrowo
Bodrowo (bułg. Бодрово) – wieś w południowej Bułgarii, w obwodzie Chaskowo, w gminie Dimitrowgrad.
Blisko wsi płynie rzeka Kajalijka.